# KP Андромеды
KP Андромеды (лат. KP Andromedae) — двойная затменная переменная звезда типа Алголя (EA) в созвездии Андромеды на расстоянии приблизительно 4846 световых лет (около 1486 парсеков) от Солнца. Видимая звёздная величина звезды — от +12,9m до +11,5m. Орбитальный период — около 1,4054 суток.

## Характеристики
Первый компонент — белая звезда спектрального класса A0. Радиус — около 3,01 солнечных, светимость — около 25,912 солнечных. Эффективная температура — около 7502 K.